# Épisodes de Fraggle Rock
 (novembre 2020).
Si vous disposez d'ouvrages ou d'articles de référence ou si vous connaissez des sites web de qualité traitant du thème abordé ici, merci de compléter l'article en donnant les références utiles à sa vérifiabilité et en les liant à la section « Notes et références ».
Cet article présente le guide des 96 épisodes de la série télévisée Fraggle Rock.

## Première saison (1983)

### Il était une fois…
- Titre original : Beginnings
- Numéro de l'épisode : 1
- Résumé :
- Séquences annexes :
  - Croquette :
  - Carte postale de Matt le Voyageur :

### Wembley et les Gorgs
- Titre original : Wembley and the Gorgs
- Numéro de l'épisode : 2
- Résumé :
- Séquences annexes :
  - Croquette :
  - Carte postale de Matt le Voyageur :

### Rendez-nous l'eau!
- Titre original : Let the Water Run
- Numéro de l'épisode : 3
- Résumé :
- Séquences annexes :
  - Croquette :
  - Carte postale de Matt le Voyageur :

### C'est pas la peine sans ta casquette
- Titre original : You Can't Do That Without A Hat
- Numéro de l'épisode : 4
- Résumé : Comme tout le monde en a assez que Boober dise qu'il est un peureux, Maggy l'emmène voir la Grande Crado. Celle-ci déclare à Boober que, désormais, tant qu'il aura sa casquette sur la tête, il n'aura rien à craindre de quiconque. Peu de temps après, Boober perd sa casquette, emportée par mégarde par un Doozer. L'ayant perdue, il a peur de redevenir craintif : il demande à ses amis de l'aider à retrouver la casquette. Le Dozeur, qui a la casquette sur les yeux, ne voit pas qu'il sort des galeries et qu'il se rend à l’air libre, dans le jardin des Gorgs. Boober se précipite dans le jardin des Gorgs et est aperçu par Junior…
- Séquences annexes :
  - Croquette : Le maître de Croquette a perdu une mesureur de cocktail, or il en a besoin pour confectionner un cocktail.
  - Carte postale de Matt le Voyageur : Sans le vouloir, Matt se fait croquer le portrait par un dessinateur de rue. Recevant son portrait au fusain, Matt se demande pourquoi on lui remet le portrait d'un vieil homme moche…

### Le travail c'est la santé
- Titre original : The Thirty-Minute Work Week
- Numéro de l'épisode : 5
- Résumé :
- Séquences annexes :
  - Croquette :
  - Carte postale de Matt le Voyageur :

### Le Sermon de Johnny Persuasion
- Titre original : The Preachification of Convincing John
- Numéro de l'épisode : 6
- Résumé : Béa déclare à ses amis qu'il n'est pas bon que les Fraggles mangent les constructions des Doozers, que ces derniers érigent continuellement à grand peine. Pour convaincre ses amis qu'elle a raison, elle sollicite l'aide de Johnny Persuasion. Ce dernier lui donne raison. Mais peu de temps après, Béa réalise son erreur…
- Séquences annexes :
  - Croquette : Doc et Croquette doivent se rendre à une soirée. Doc se fait beau pour cette occasion…
  - Carte postale de Matt le Voyageur : Matt découvre un chantier de construction d'immeuble.

### Je veux être toi
- Titre original : I Want To Be You
- Numéro de l'épisode : 7
- Résumé :
- Séquences annexes :
  - Croquette :
  - Carte postale de Matt le Voyageur :

### L'horrible tunnel
- Titre original : The Terrible Tunnel
- Numéro de l'épisode : 8
- Résumé :
- Séquences annexes :
  - Croquette :
  - Carte postale de Matt le Voyageur :

### Le Trésor perdu des Fraggles
- Titre original : The Lost Treasure of the Fraggles
- Numéro de l'épisode : 9
- Résumé :
- Séquences annexes :
  - Croquette :
  - Carte postale de Matt le Voyageur :

### Titre français inconnu
- Titre original : Don't Cry Over Spilt Milk
- Numéro de l'épisode : 10
- Résumé :
- Séquences annexes :
  - Croquette :
  - Carte postale de Matt le Voyageur :

### Prends la queue par le tigre
- Titre original : Catch The Tail by the Tiger
- Numéro de l'épisode : 11
- Résumé :
- Séquences annexes :
  - Croquette :
  - Carte postale de Matt le Voyageur :

### Le Doigt de lumière
- Titre original : The Finger Of Light
- Numéro de l'épisode : 12
- Séquences annexes :
  - Croquette :
  - Carte postale de Matt le Voyageur :

### On t'aime Wembley
- Titre original : We Love You, Wembley
- Numéro de l'épisode : 13
- Résumé :
- Séquences annexes :
  - Croquette :
  - Carte postale de Matt le Voyageur :

### Le Défi
- Titre original : The Challenge
- Numéro de l'épisode : 14
- Résumé :
- Séquences annexes :
  - Croquette :
  - Carte postale de Matt le Voyageur :

### Je m'en fiche
- Titre original : I Don't Care
- Numéro de l'épisode : 15
- Résumé :
- Séquences annexes :
  - Croquette :
  - Carte postale de Matt le Voyageur :

### Décrocher la lune
- Titre original : Capture the Moon
- Numéro de l'épisode : 16
- Résumé :
- Séquences annexes :
  - Croquette :
  - Carte postale de Matt le Voyageur :

### L'Isolement
- Titre original : Marooned
- Numéro de l'épisode : 17
- Résumé :
- Séquences annexes :
  - Croquette :
  - Carte postale de Matt le Voyageur :

### Les Ménestrels
- Titre original : The Minstrels
- Numéro de l'épisode : 18
- Résumé :
- Séquences annexes :
  - Croquette :
  - Carte postale de Matt le Voyageur :

### La Grande Pénurie de radis
- Titre original : The Great Radish Famine
- Numéro de l'épisode : 19
- Résumé :
- Séquences annexes :
  - Croquette :
  - Carte postale de Matt le Voyageur :

### Opération potager
- Titre original : The Garden Plot
- Numéro de l'épisode : 20
- Résumé :
- Séquences annexes :
  - Croquette :
  - Carte postale de Matt le Voyageur :

### La Découverte de Gobo
- Titre original : Gobo's Discovery
- Numéro de l'épisode : 21
- Résumé :
- Séquences annexes :
  - Croquette :
  - Carte postale de Matt le Voyageur :

### L'Enterrement de Béa
- Titre original : Mokey's Funeral
- Numéro de l'épisode : 22
- Résumé :
- Séquences annexes :
  - Croquette :
  - Carte postale de Matt le Voyageur :

### La Bête de Roc Bleu
- Titre original : The Beast of Bluerock
- Numéro de l'épisode : 23
- Résumé :
- Séquences annexes :
  - Croquette :
  - Carte postale de Matt le Voyageur :

### Une remplaçante pour Germaine
- Titre original : The new Trash Heap in town
- Numéro de l'épisode : 24
- Résumé :
- Séquences annexes :
  - Croquette :
  - Carte postale de Matt le Voyageur :

## Deuxième saison (1984)
1. L’Œuf de Wembley (Wembley's Egg)
2. La Caverne de Boubeur (Boober Rock)
3. La grande Crado a disparu (The Trash Heap Doesn't Live Here Anymore)
4. Nenufleur le monstre marin (Red's Sea Monster)
5. Le Retour de l'oncle Matt (Uncle Matt Comes Home)
6. Le rêve de Bouber' (Boober's Dream)
7. Béa et les Troubadours (Mokey and the Minstrel's)
8. Des travaux et des jeux (All Work and All Play)
9. Messire Hubris et les Gorgs (Sir Hubris and the Gorgs)
10. L'Ami des mauvais jours (A Friend in Need)
11. Le Magicien de Fraggle Rock (The Wizard of Fraggle Rock)
12. Le Duel des Doozers (The Doozer Contest)
13. Le Club de Maggie (Red's Club)
14. Le Secret de Johnny Persuasion (The Secret of Convincing John)
15. Chef Ali au paradis des tapis (Manny's Land of Carpets)
16. Junior brade l'héritage (Junior Sells the Farm)
17. La Guerre des Fraggles (Fraggle Wars)
18. Le Grand Sommeil de Fraggle Rock (The Day the Music Died)
19. La Soupe du jugement dernier (The Doomsday Soup)
20. Une grotte pour deux (A Cave of One's Own)
21. Wembley et la grande course (Wembley and The Great Race)
22. À Doozer, Doozer et demi (Doozer Is As Doozer Does)
23. Le Jour tranquille de Boubeur (Boober's Quiet Day)
24. L'Invasion des chatouille-pieds (The Invasion of The Toe Ticklers)

## Troisième saison (1985)
1. Les Cloches de Fraggle Rock (The Bells of Fraggle Rock)
2. La Main écarlate (Red-Handed and the Invisible Thief)
3. Rira bien qui rira le dernier (Boober and the Glob)
4. Les Raisins du partage (The Grapes of Generosity)
5. Germaine des neiges (Blanket of Snow, Blanket of Woe)
6. Le Blues de la Pédricelle (Pebble Pox Blues)
7. Le toit, c'est le moi (Home Is Where The Trash Is)
8. Le voir c'est le croire (Believe It or Not)
9. Le Mauvais Génie (Wembley and the Mean Genie)
10. La Secretissime Société des Pouxbas (The Secret Society of Poohbahs)
11. La Brouette, le boulet, le beau bouquet (The Beanbarrow, the Burden, and the Bright Bouquet)
12. L'École des explorateurs (Gob's School for Explorers)
13. Une peur verte (Scared Silly)
14. Mon radis bien-aimé (The Great Radish Caper)
15. Un explorateur né (Born to Wander)
16. La Bataille du toit qui fuit (The Battle of Leaking Roof)
17. Jouer à tout casser (Playing Till It Hurts)
18. Paralysie d'ennui (Bored Stiff)
19. La Caverne des rêves perdus (The Cavern of Lost Dreams)
20. Comme elle a rapetissé (The Incredible Shrinking Mokey)
21. Par une sombre nuit (A Dark and Stormy Night)
22. Zofi au pouvoir (Gunge the Great and Glorious)

## Quatrième saison (1986)
1. Pas de titre français (Sprocket's Big Adventure)
2. L'eau qui fait youpi (Wembley's Wonderful Whoopie Water)
3. Rigodon Blues (Sidebottom Blues)
4. Pas de titre français (Uncle Matt's Discovery)
5. Pas de titre français (Junior Faces the Music)
6. Pas de titre français (The Perfect Blue Rollie)
7. Pas de titre français (A Tune for Two)
8. Pas de titre français (A Brush with Jealousy)
9. Pas de titre français (Wembley's Flight)
10. Pas de titre français (Wonder Mountain)
11. Pas de titre français (Red's Blue Dragon)
12. Pas de titre français (Space Frog Follies)
13. Pas de titre français (Boober Gorg)

## Cinquième saison (1987)
1. Miroir, miroir (Mirror, Mirror)
2. Pas de titre français (The Riddle Of Rhyming Rock)
3. Pas de titre français (The Voice Inside)
4. Pas de titre français (The Trial of Cotterpin Doozer)
5. Pas de titre français (The River Of Life)
6. Pas de titre français (Beyond The Pond)
7. Pas de titre français (Gone But Not Forgotten)
8. Pas de titre français (Mokey, Then And Now)
9. Pas de titre français (Ring Around The Rock)
10. Pas de titre français (Inspector Red)
11. Pas de titre français (The Gorg Who Would Be King)
12. Pas de titre français (The Honk Of Honks)
13. Pas de titre français (Change Of Address)